# Nabil Marmouk
Nabil Marmouk (arab. نبيل مرموق, ur. 19 marca 1998 w Fezie) – marokański piłkarz, grający jako środkowy obrońca w Wydadzie Casablanca. Młodzieżowy reprezentant kraju.

## Kariera klubowa

### Maghreb Fez
Zaczynał karierę w Maghrebie Fez, gdzie grał jako junior, a potem jako senior. W sezonie 2020/2021 zagrał 27 meczów, strzelił 3 bramki i miał dwie asysty. W sezonie 2021/2022 wystąpił w 25 spotkaniach. Sezon 2022/2023 zakończył z 26 meczami oraz bramką i asystą na koncie.

### Anorthosis Famagusta
12 lipca 2023 roku przeniósł się do cypryjskiego Anorthosisu Famagusta. Zadebiutował tam 19 sierpnia 2023 roku w meczu przeciwko Ethnikosowi Achna (wygrana 3:1). Zagrał cały mecz. Pierwszą asystę zaliczył tam 14 lutego 2024 roku w meczu przeciwko Apollonowi Limassol (2:0). Asystował przy golu Sergio Castela w pierwszej minucie doliczonego czasu gry pierwszej połowy. W sumie zagrał 25 meczów ligowych, w których miał jedną asystę.

### Wydad Casablanca
27 lipca 2024 roku został zawodnikiem Wydadu Casablanca. W tym zespole zadebiutował 30 sierpnia 2024 roku w meczu przeciwko Maghrebowi Fez (porażka 0:1). Zagrał całe spotkanie. Pierwszego gola strzelił 28 września 2024 roku w meczu przeciwko Difaâ El Jadida (wygrana 4:1). Do siatki trafił w szóstej minucie doliczonego czasu gry pierwszej połowy. W sumie (stan na 22 grudnia 2024) zagrał 8 meczów i strzelił jedną bramkę.

## Kariera reprezentacyjna
W reprezentacji Maroka U-23 Marmouk zadebiutował 8 sierpnia 2022 roku w meczu przeciwko reprezentacji Arabii Saudyjskiej (porażka 0:2). Zagrał cały mecz. W sumie wystąpił w dwóch spotkaniach tej kategorii wiekowej.